# Ферхат-паша
Ферхад паша је био други везир Османског царства, који је због својих зулума и незаконитог повећања пореза био је премештен на место Смедеревског валије. Без обзира на опомену коју му је упутио и велики везир Ибрахим паша, а и сам султан, Ферхад паша није престајао са својим зулумима ни у Смедереву. Па је стога у Истанбулу по наређењу султана задављен свиленим гајтаном.
Ферхад паша је био је ожењен султанијом Бејхан, ћерком султана Селима I мајке султаније Ајше Хафсе Хатун.